# Biotopo prati di Col San Floreano
I prati di Col San Floreano sono un biotopo del Friuli-Venezia Giulia istituito come area naturale protetta nel 1998.
Occupano una superficie di 35 ha nella provincia di Udine.